# SNCF BB 30000 sorozat
Az SNCF BB 30000 sorozat egy B′B′ tengelyelrendezésű, háromáramrendszerű villanymozdony sorozat, amit 1961-ben a Fives-Lille, a CEM és az Matériel de Traction Electrique gyártott. Ezek voltak az SNCF BB 9400 sorozat „Vespa” mozdonyok háromáramrendszerű változatai, amelyeknek szoros leszármazottai voltak, és az SNCF BB 20004 sorozatú mozdonyok tapasztalatainak nagy részét örökölték.

## Története

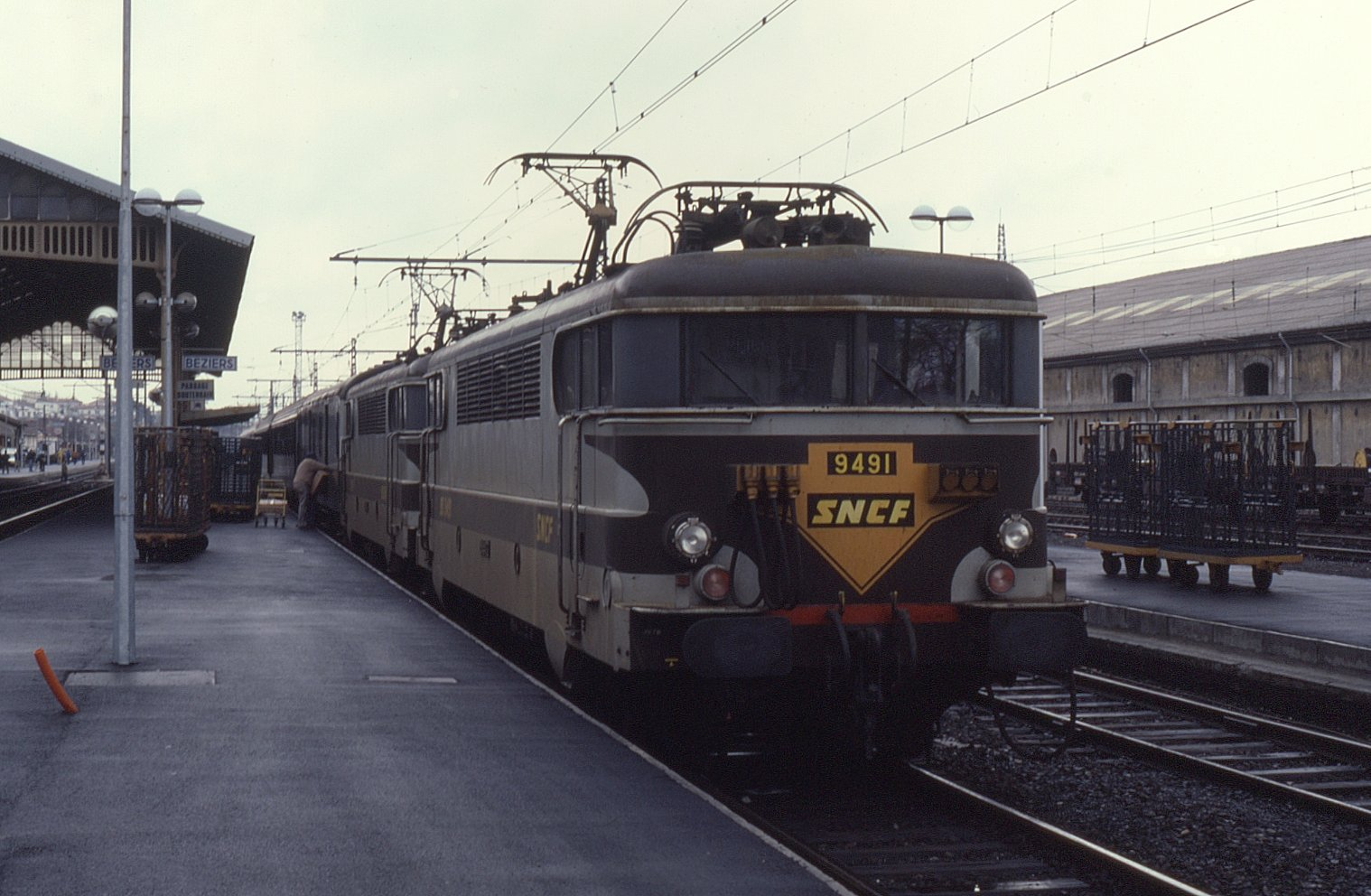
Az SNCF BB 9400 sorozatú mozdonyok, melyek az SNCF BB 30000 sorozat alapjául szolgáltak

Mivel az 1950-es évek végén a fő európai tengelyek villamosítása folyamatban volt, az SNCF mérnökei egy olyan mozdonytípust álmodtak meg, amely mind a 4 fő európai áramrendszer alatt képes működni, ezek az alábbiak voltak: 1,5 kV egyenáram, 3 kV egyenáram, 15 kV 16,7 Hz váltakozó áram és 25 kV 50 Hz váltakozó áram. Sajnos az ilyen típusú mozdonyok kifejlesztéséhez szükséges technológia akkoriban még nem volt elég fejlett. Ezért a mérnökök ragaszkodtak ahhoz az elképzeléshez, hogy először egy megbízható, kétfeszültségű mozdonysorozatot valósítsanak meg.
Mivel azonban a Párizs-Brüsszel-vasútvonal villamosítása küszöbön állt, a mérnökök úgy akarták átalakítani a mozdonyokat, hogy azok a belga 3 kV-os egyenfeszültséggel is működhessenek. Mivel a mozdonyok még kezdetleges egyenáramú vontatómotorokkal rendelkeztek, ezt úgy lehetett megvalósítani, hogy sorba vagy sorpárhuzamosan kapcsolták őket.
1961-ben a két mozdonyt BB 26001 és BB 26002 néven szállították le, és nagyon hasonlítottak a BB 9400-as egyenáramú társaikra, de volt néhány különbség is: a BB 9400/BB 16000-es sorozat egy párja helyett már dupla lámpákkal rendelkeztek (egy pár fehér, egy pár piros), és áramszedőik fordítottak voltak.

## Karrier
A BB 26002 1963. szeptember 9-én húzta a legelső kereskedelmi vonatot a teljesen villamosított Párizs-Brüsszel vonalon. Az első 4 évben a mozdonyok a belga HLE 15-ös mozdonyokkal közösen üzemeltek, de az erősebb SNCF CC 40100 sorozat megérkezése után, kis teljesítményük miatt a Párizs és Belgium közötti könnyebb vonatokat vontatták. Ezeket is átszámozták BB 30001 és BB 30002-re 1963-ban. A BB 30002-t 1970-ben kivonták a forgalomból, miután egy tűzben megsérült, a BB 30001 1974-ben követte.